# 排灣琉璃珠

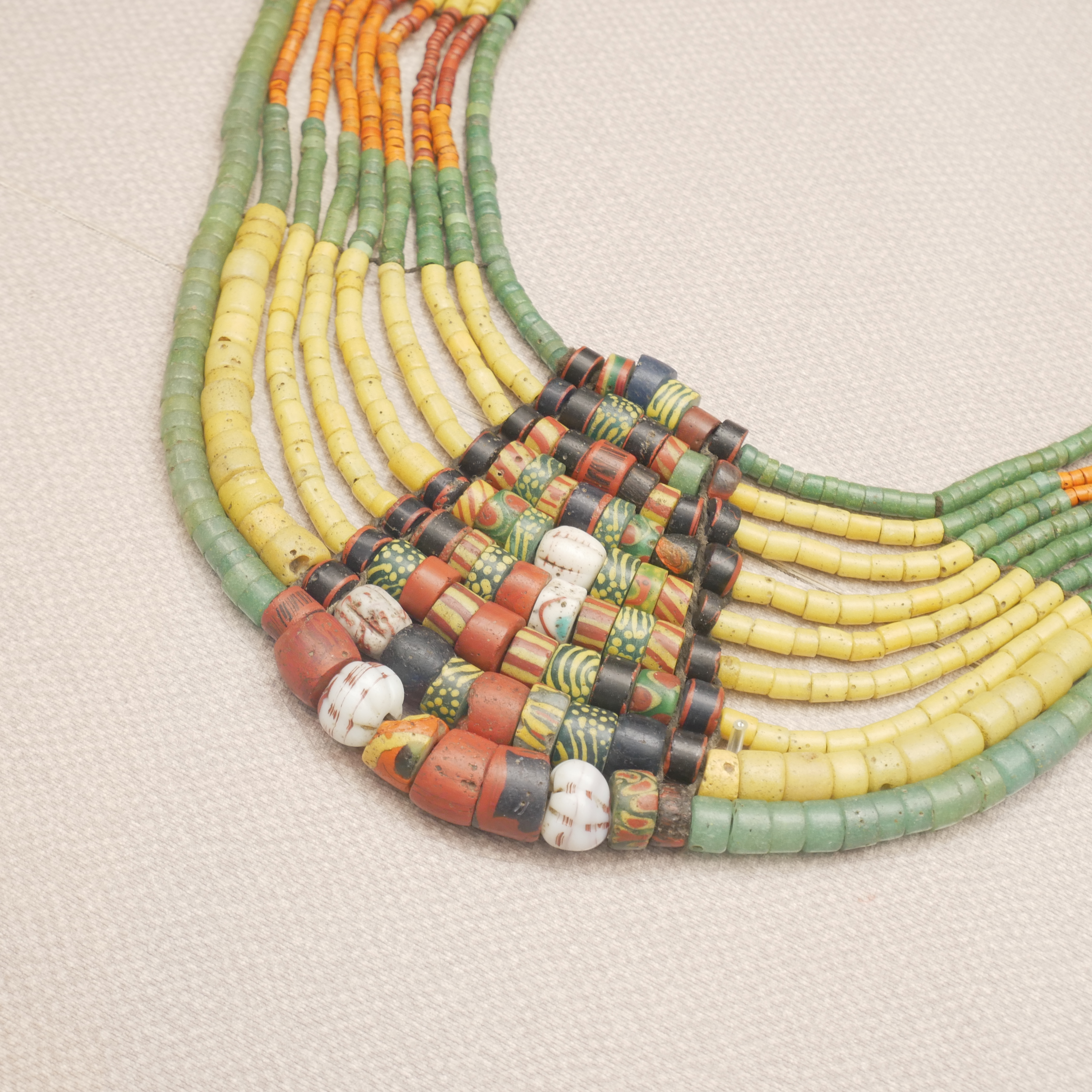
琉璃珠串頸飾（國立臺灣博物館藏）

排灣琉璃珠對台灣排灣族人而言是珍貴的寶物，是結婚的聘禮也是族人的傳家之寶，除了作為禮器，還是權力的象徵，古時只有大頭目和貴族才可佩戴。
琉璃珠在排灣族人信仰文化中，有「珠神」之稱，有靈異之力。大致可分為兩類，一為祈福之用，一為降禍之用。珠子越古老越完整，就越珍貴。

## 由來
玻璃經由多道複雜工序的燒製而成為琉璃，因色彩豐富，多製作圓形珠子，即為琉璃珠。根據許美智的研究，古琉璃珠的由來有幾種說法：
一、由東南亞流傳進入台灣：而學者陳奇祿所提出，分析排灣族許多琉璃珠的材料成份類似於東南亞的玻璃成份，並以此分析結果推測排灣族的琉璃珠是台灣其他族群所沒有東南亞型琉璃珠，因此推測是由排灣族先祖移入台灣時一併攜帶過來的。
二、歐洲流傳進入台灣：因為13~15世紀歐洲與南洋的海洋貿易交流，歐洲人以物易物，用琉璃珠當作寶物與南島語族原住民交換香料，琉璃珠因此被流傳。另外17世紀荷蘭人統治台灣其間也有利用琉璃珠與原住民交易的相關資料。
三、漢人流傳進入台灣：琉璃珠經由漢人流傳進入台灣這樣的說法是比較晚期的說法，是因為大陸 漢人與早期台灣原住民開始有交流之後才有琉璃珠的交易。

## 臺灣排灣族琉璃珠的歷史
胡家瑜在其研究結果指出：玻璃珠在臺灣的交換與流動，在古代距今千年以上的時間。交換的範圍，其間交織著貿易網絡，並且牽連不同語言文化背景的人群；除了臺灣原住民之外，還有包括東南亞族群、中國人、日本人和西方人等介入。近300年前歐洲等西方國家如西班牙以及荷蘭等國家以琉璃珠作為與台灣原住民以物易物交流的貨物。
探究琉璃珠歷史可發現，過去有一段很長的時間，在排灣族部落中看不見琉璃珠，在日治時期，部落中的琉璃珠被收藏家收購所剩不多，製作琉璃珠的技術亦並未詳實記載，缺乏典籍及口述記載。琉璃珠在排灣族中被極為珍視，真正的古琉璃珠取得已不易，現在的幾乎為仿古珠，而自古以來並無留下製作技術。在1970年代三地門鄉排灣族人巫瑪斯（umas）從南到北尋找排灣族琉璃珠的製作方式，在新竹學習如何從彩色玻璃棒燒飾品的方法，改制燒成琉璃珠。於1976年成立了第一家琉璃珠工坊—雷賜琢磨藝房，在沒有任何奧援之下獨自研發傳統琉璃珠技法，排灣族的琉璃珠製作技術才得以再度重現。
巫瑪斯（umas）成立工作坊後，在三地門排灣族部落招收了兩位知名的工藝師，一位是廖英傑（Shatao Matilin），以及施秀菊（taruzaljum．Dremedreman）。現今皆是目前在三地門開創具有代表性的工作坊，創作風格也都不同。廖英傑成立了「沙蹈琉璃藝術工坊」率結合歌舞團創作，將琉璃珠神話故事編排舞劇，並多次於國內外公開表演。施秀菊1982年成立 「蜻蜓雅築珠藝工作室」，進行琉璃珠教學工作，後因「海角七號」電影聲名大噪。「蜻蜓雅築工作室」，以充滿特色的動人故事的主題進行琉璃珠創作。
由於部落與平地交易日益頻繁後，從漢人製造商處取得新的替代商品的管道大為增加；例如用來縫綴服飾的細小玻璃珠，從塑膠細管剪段、到細圓塑膠珠、到小玻璃珠的使用數目越來越大量。因琉璃珠工藝再現排灣族部落，不僅保存了排灣族琉璃的傳統文化、保障當地部落的就業機會、帶動部落經濟發展，亦增添了排灣族的文化觀光特色，逐漸形成一股琉璃珠流行風潮。許多原本屬於頭目擁有的美麗尊貴用具和衣飾，逐漸打破界線而在民間普遍流行。現今，配合身份家系而用細小玻璃珠縫綴佈滿的太陽紋、蛇紋、蝴蝶紋或花葉紋珠繡服飾，已經轉變成為族人參與慶典儀式時共同穿著的傳統服飾，同時也成為代表族群的獨特文化標記。

## 類型
製作一套排灣族傳統服飾的琉璃珠飾品，所需搭配製作多樣式的配戴飾品，頭飾、頸飾、首飾、胸飾、揹飾、雲肩服飾等等，創作工序相當繁瑣，需要大概半年到一年的製作時間。其中最重視的是傳統又貴重的琉璃珠項飾，排灣族傳統的琉璃項飾編串方式，不論是單串項飾、複串項飾、頸飾，或是胸前項飾，都有其一定的串珠規範。
排灣族的琉璃珠可分為大型琉璃珠：歷史久遠的大型琉璃珠是排灣族的族群象徵之一，也是排灣族飾物的代表，主要見於項飾下擺中央位置。中型琉璃珠：有多彩琉璃珠、單色小型琉璃珠，主要是作為大型珠的陪襯，或大型珠與小型珠的過渡位置。小型琉璃珠：一航稱為「種子珠」，最常見的有三種單色珠（橙色、綠色、黃色）。小型與細小型珠子之應用較不固定，範圍也較廣，小型珠子見於各種裝飾品，細小型珠子見於各種衣飾上。
排灣族的古琉璃珠，還分男珠與女珠，男珠的色彩、紋路主要深入珠內，且有明顯的光澤。女珠的色彩、紋路僅在表面上，較沒有明顯的光澤。主要分為三種類型：一、單串胸飾項鍊(taljivucung)， 為女生配飾的項鍊。二、複串胸飾項鍊(veceqel)，男女皆可配戴。三、複串胸飾 項鍊，是男生配飾的項鍊(palivet)，約有9～12排。四、男女可配飾項鍊(palivet)： 橙珠(vurav)、黃珠(pula)、綠珠(matak)。

## 文化意涵
排灣族人平常很少配戴琉璃珠，雖有五年祭或大頭目結婚時才取出配戴。平常將複串項飾收在古陶壼中，族人相信古陶壼為視先的神靈所在，能發揮保護的作用，具有約束族人的力量，就是所謂的珠神。古琉璃珠是排灣族頭目和貴族家系的珍貴傳家寶物，由貴族配戴與收藏，平民無法擁有。琉璃珠反映了排灣族社會秩序的維繫，是貴族尊貴地位的象徵，同時也具有生命、性別和靈力，所以必須在筐子及石板上留洞，使空氣進入，珠子呼吸。排灣族視琉璃珠為高貴的象徵。訂婚時，男方如以琉璃珠當聘禮之一，象徵男方的貴氣，會讓女方覺得很有面子。因琉璃珠為聘禮之一以及具有象徵意義並使其能傳承保存並留作紀念，這可能也是未能廣為流傳的可能原因之一。 
琉璃珠不僅是婚聘禮俗或慶典的重要配戴物件，也可琉璃珠的露力，為患者醫療治病或占卜儀式之中。大頭目家族擁有絕對的權力，頭目的琉璃珠項飾是成串且多排。而擁有琉璃珠數越多則代表財富越雄厚，用以表示其重要社會地位、階級、 地位、財富、美學、生命禮儀及宗教風俗信仰的指標。
排灣族人長久以來對於琉璃珠的崇敬與想像，衍生出許多神話傳說，在貴族當中代代相傳，其內容反映排灣族多元文化訊息與族群意識。是故，本件複串琉璃珠胸飾具體反映排灣族之風俗、記憶及傳說、信仰、傳統技術、藝能或生活文化特色的重要文物。

## 配戴方式及注意事項
亮麗色彩豐富的琉璃珠最受排灣族的男女老少喜愛，尤其以琉璃珠串珠的項飾，更為排灣族特色之一。在排灣族頭目或貴族於婚禮、五年祭、慶典、及一般重要的場合不可缺。此外，琉璃珠飾品亦有賜福的靈力，每顆珠子有不同的名字與傳說。排灣族家裡的琉璃珠都由祖先傳承下來的，愈古老的琉璃珠愈貴重。排灣族族人在重要場合時穿著傳統服飾，會配戴琉璃珠飾品，譬如：婚禮的時候，平常在部落也常見到族人把琉璃珠飾品戴在身上。串珠的琉璃珠項飾位置可呈現出它的價值，排灣族珍貴的大型多彩琉璃珠，多串組於項飾下擺中央，其它琉璃珠 為單色，以橙、黃、綠三色為主。琉璃珠在項飾中都有一定的位置與排列次序，不能隨意擺置，如果排錯，珠子會生氣。珠子有一定的位置就如同地位有大小尊卑之別，其順序不能亂掉。
配戴琉璃珠飾品時必須注意事項說明如下：
一、配戴琉璃珠垂飾時，肢體動作不宜過大，易勾到其他物品，珠子會掉落。
二、任何場所都可以佩戴，有些老人家平常會把項鍊、手鍊…等戴在身上，象徵排灣文化。包括參加婚禮時。
三、琉璃珠保存可用布包起來、放在盒子裡、懸掛或放於陶壺內。